# 日本偏顶蛤
，是贻贝目壳菜蛤科偏顶蛤属的一种。主要分布于中国大陆、台湾，常栖息在潮下带。